# Wéo Picardie
Wéo Picardie est une chaîne de télévision généraliste régionale française, qui couvre l'ancienne région Picardie. Elle appartient à la Société Télévision Multilocale (cf. la section Capital). Elle est apparue le 6 mars 2017, sur le canal 35 de la télévision numérique terrestre.

## Histoire de la chaîne

### De la première autorisation aux départs des actionnaires
À la suite de son appel à candidatures lancé le 25 septembre 2012 pour la diffusion d'une chaîne locale en Picardie sur la TNT, le CSA a retenu, après audition, le projet Wéo Picardie le mardi 11 décembre 2012.
Le 24 juillet, l'autorité est prévenue lors de la séance plénière du CSA, par la société Images en Picardie, d'un retard du lancement de la chaîne. Le Conseil supérieur de l'audiovisuel répond « qu’en vertu de l’article 2 de la décision du 15 janvier 2013 autorisant la société Images en Picardie à utiliser une ressource radioélectrique pour la diffusion de sa chaîne, le CSA pourra déclarer l’autorisation caduque si, dans le délai de six mois à partir du 2 avril 2013, la société n’a pas débuté l’exploitation effective du service ».
Afin de pas rendre son autorisation caduque par le CSA, la chaine démarre ses émetteurs TNT le 2 octobre, ne diffusant qu'un écran noir en attendant son démarrage officiel à une date non communiquée. Le Groupe La Voix indique le 4 octobre 2013 que les programmes démarreront réellement début novembre : une promotion des programmes de la chaîne est diffusée de novembre à décembre sur les écrans. Première quinzaine du mois de décembre 2013, les émissions débutent avec des rediffusions massives de celles de Wéo Nord-Pas de Calais, et donc très peu d'émissions 100 % Picardie.
Au cours de décembre 2013, le co-actionnaire d'Images en Picardie, Bygmalion quitte à son tour Wéo,.
Après quelques semaines de passage en boucle des programmes de Wéo, la diffusion en TNT et CityPlay est mise en hibernation, depuis le 8 janvier 2014. « Sans partenariat public-privé, rien n'est possible. Il faut au moins 600 000 € de leur part pour fabriquer une heure de programme par jour » selon M. Jean-Michel Lobry. La chaîne se retrouve dans une impasse face au retrait du conseil régional de Picardie et du conseil général de l'Oise ; une recherche d'autres partenaires est donc à l'étude, après les élections locales.
À la mi-mai 2014, le groupe La Voix souhaite à nouveau relancer la chaine, et renoue les contacts avec les différentes collectivités locales.

### Caducité de l'autorisation
En assemblée plénière du 21 mai 2014, le CSA constate la caducité de l’autorisation délivrée le 15 janvier 2013 à la société Images en Picardie pour la diffusion de la chaîne locale Wéo Picardie, la société n’ayant pas commencé l’exploitation effective du service dans un délai de six mois à compter du 2 avril 2013,

### La seconde vie de Wéo Picardie

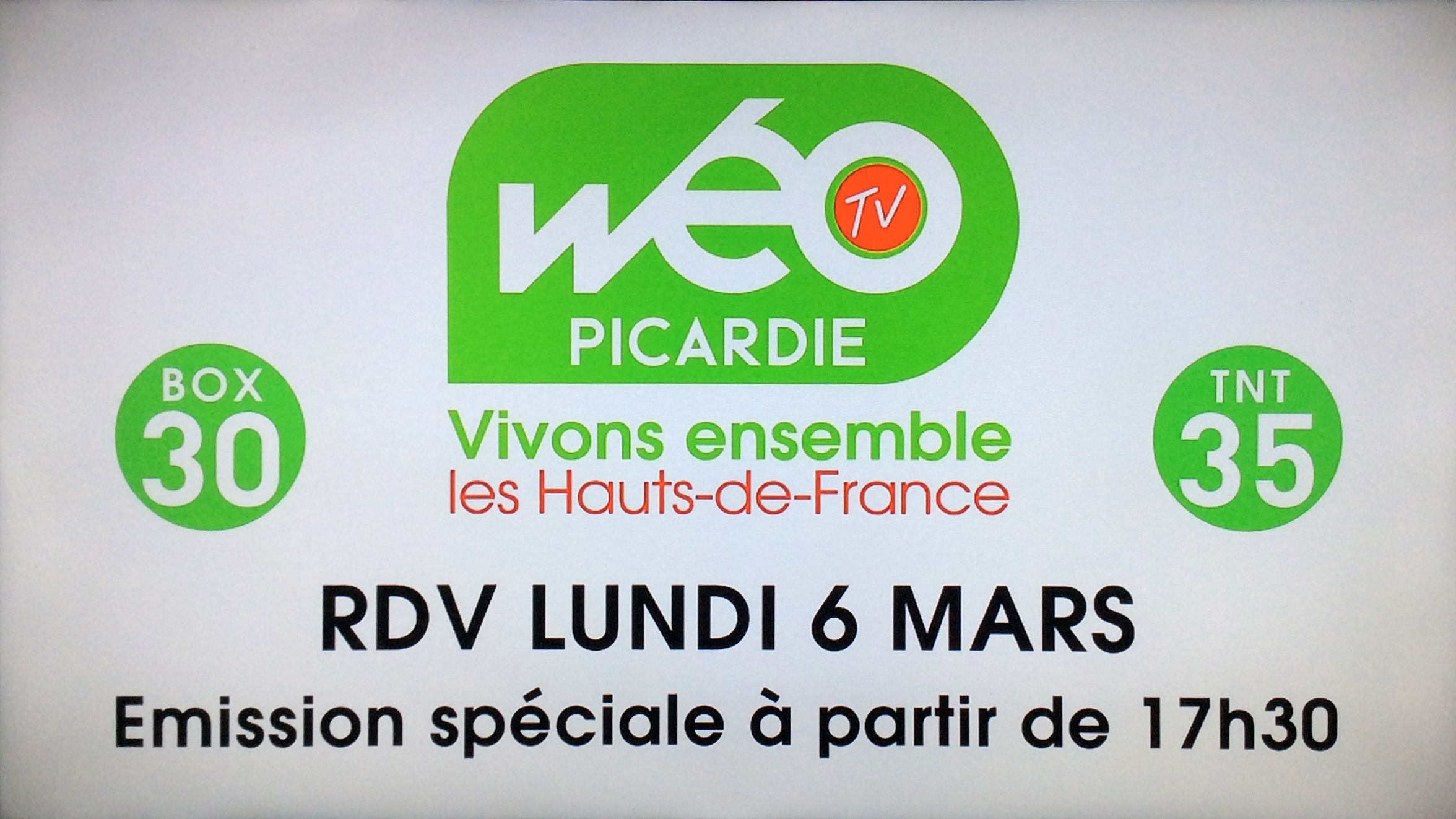
Capture d'écran du pré-lancement de Wéo Picardie sur le numéro 35 de la TNT, à Amiens.

Le 27 janvier 2016, le CSA relance un appel à candidature pour un service télévisuel en haute définition sur les zones d'Amiens et d'Abbeville.
Le 18 mai 2016, les initiateurs de projet « Wéo Picardie », seuls candidats, sont entendus au CSA lors d'une audition publique.
Le 2 juin 2016, la candidature de Wéo Picardie est retenue par le CSA. La diffusion est annoncée pour octobre 2016, depuis les locaux du Courrier Picard à Amiens, en collaboration avec MATÉLÉ (diffusée dans l'Aisne) et Wéo Nord-Pas-de-Calais.
Le 5 octobre 2016 le CSA approuve la convention avec la société Télévision Multilocale, pour l'édition de la chaîne Wéo Picardie.
Le 1er décembre 2016, le CSA autorise la diffusion pour 10 ans, à compter du 6 décembre 2016, sur le canal 35,.
Le 28 février 2017, la chaîne no 35 est réactivée, avec un écran noir et un bandeau actu « Courrier Picard Direct infos » (mais ces infos ne sont alors pas réactualisées). Le lancement des émissions commence en direct à partir du 6 mars 2017 à 17 h 30.
Le 6 mars 2017, la chaîne est lancée à 17 h 30, puis inaugurée à 18 h 30

#### Soirée de lancement de la chaine

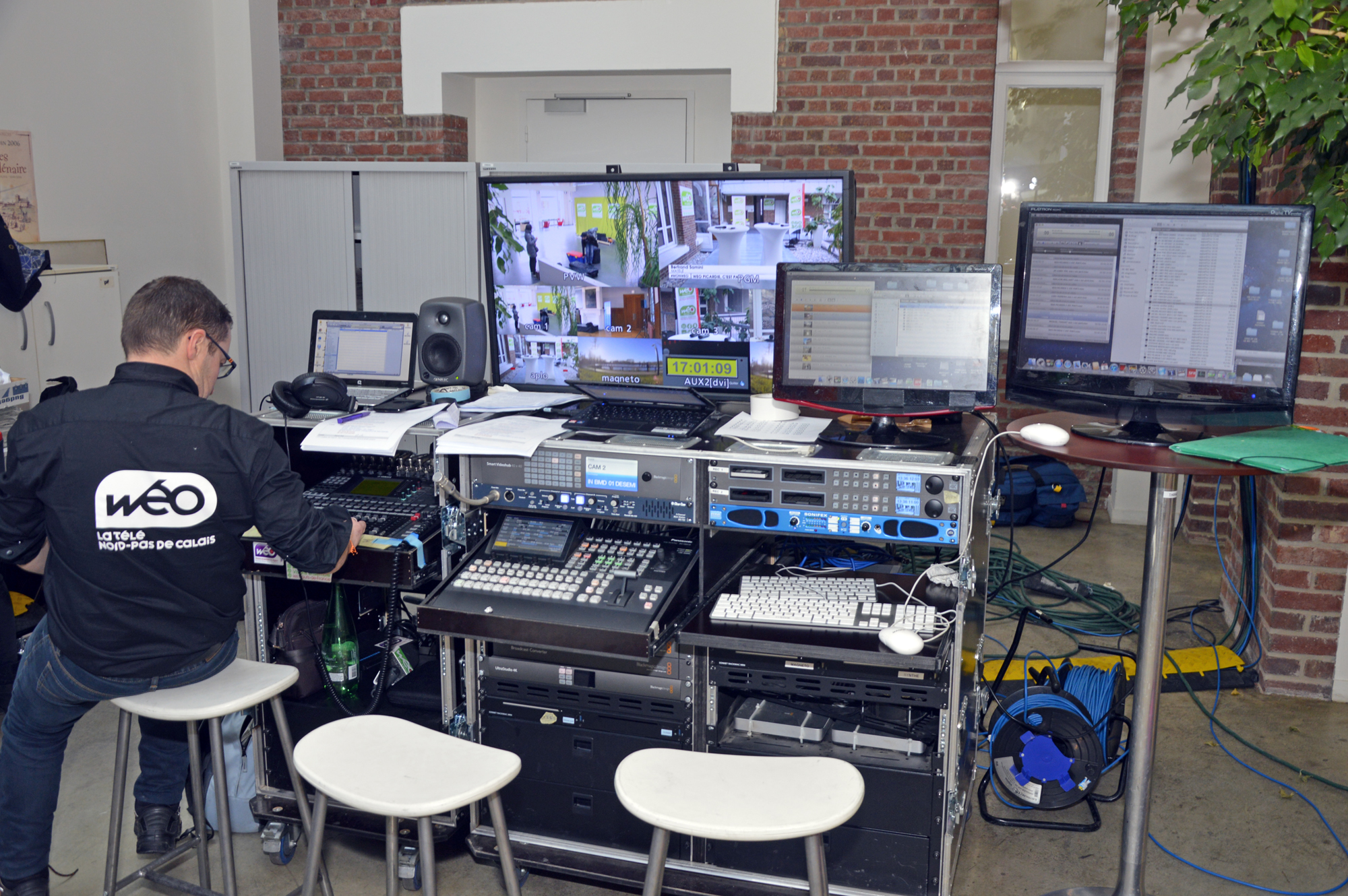
Derniers réglages par le technicien du son.
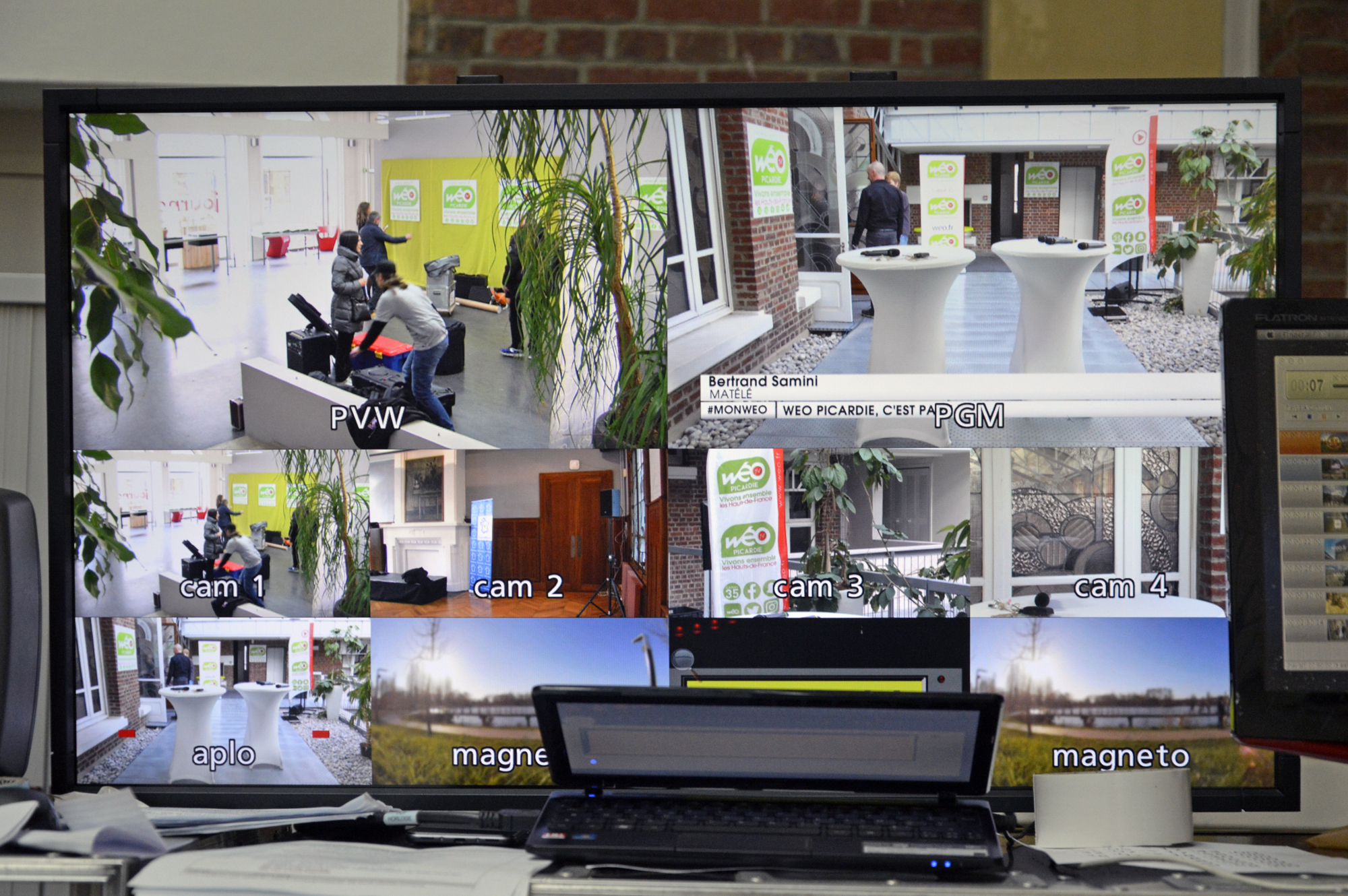
Écran multi-vues.
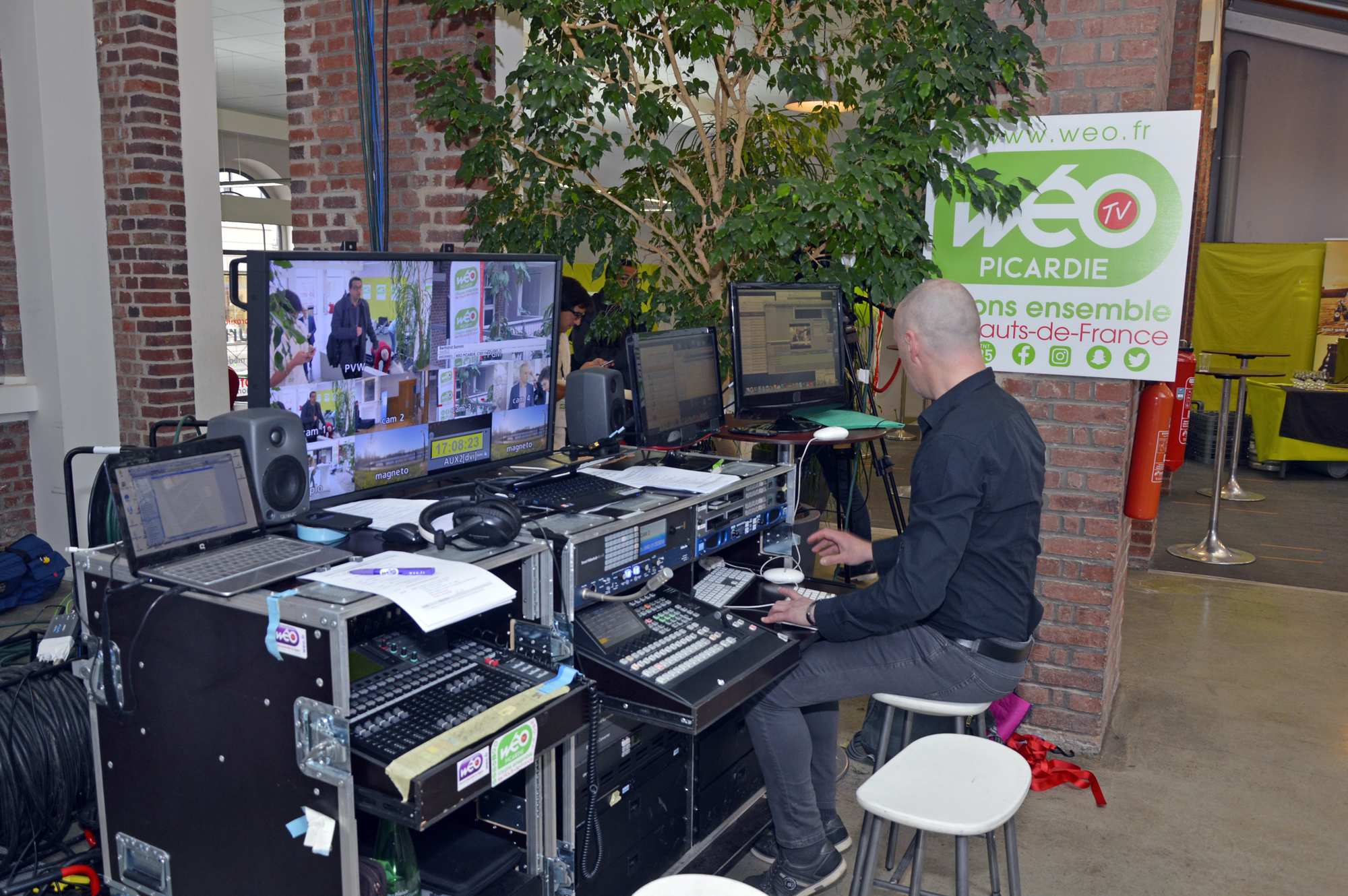
Derniers réglages informatiques.
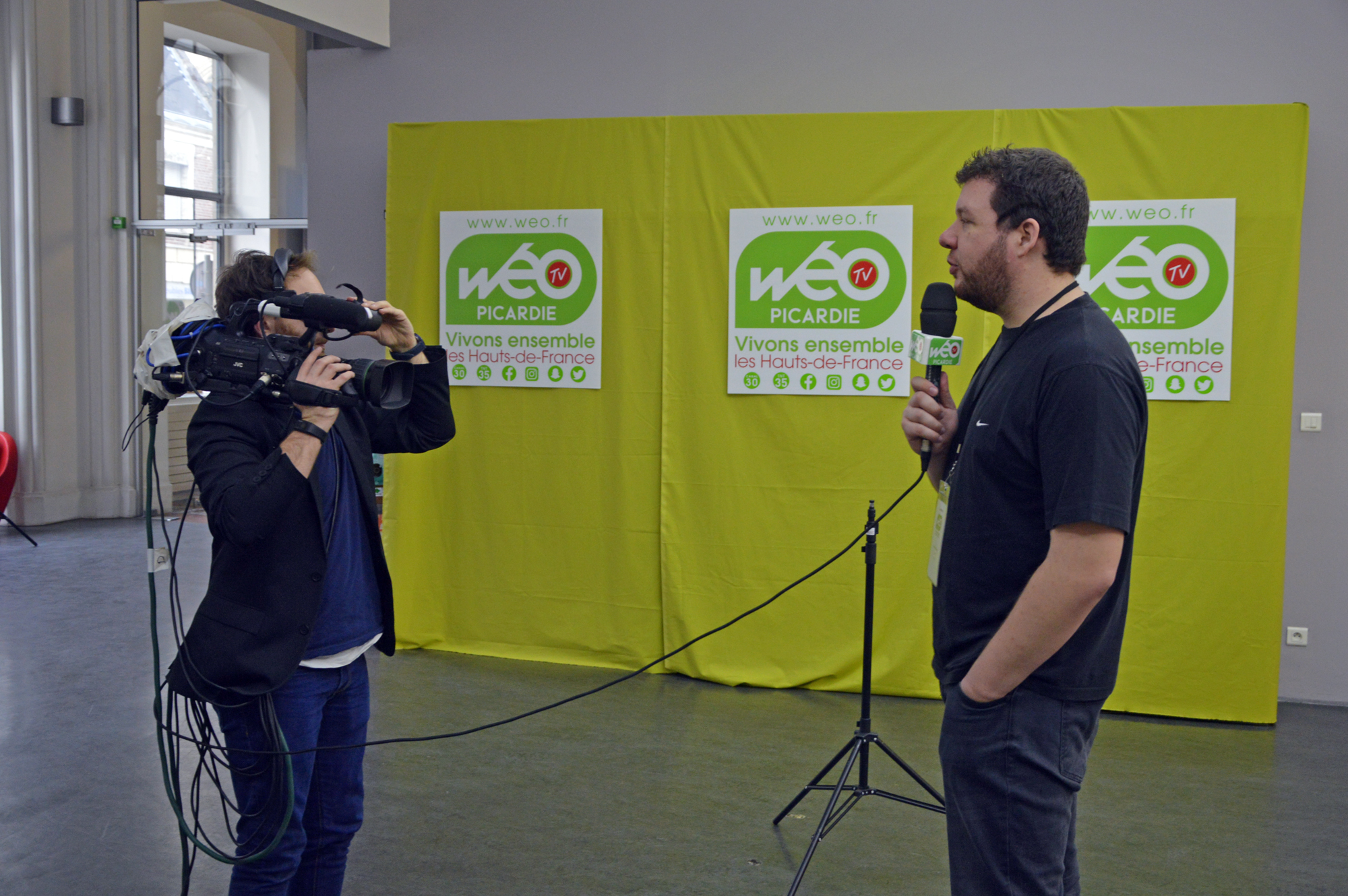
Les derniers réglages caméras et micros dans le hall du Courrier Picard.
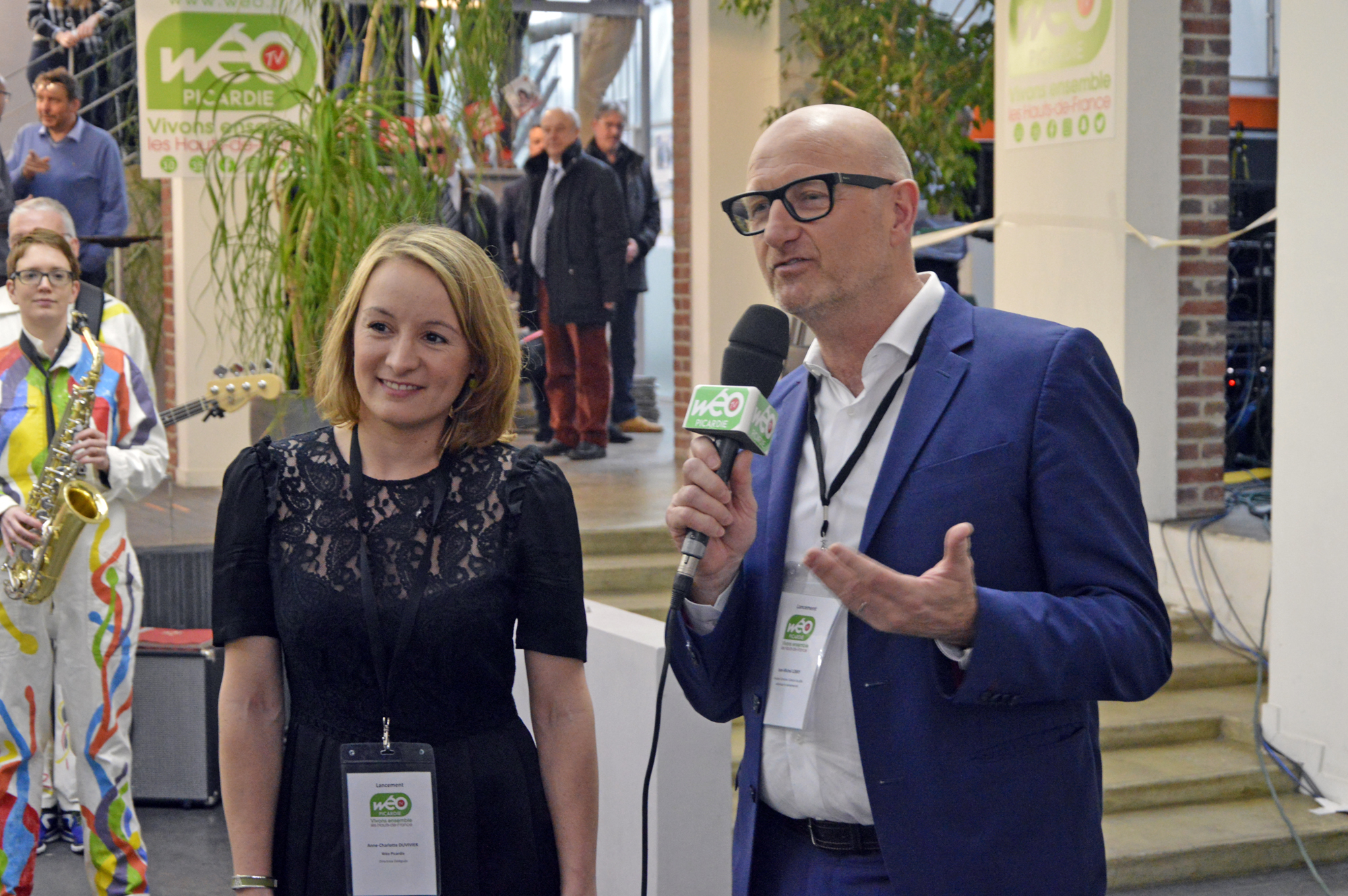
Message de bienvenue, par M. Jean-Michel Lobry
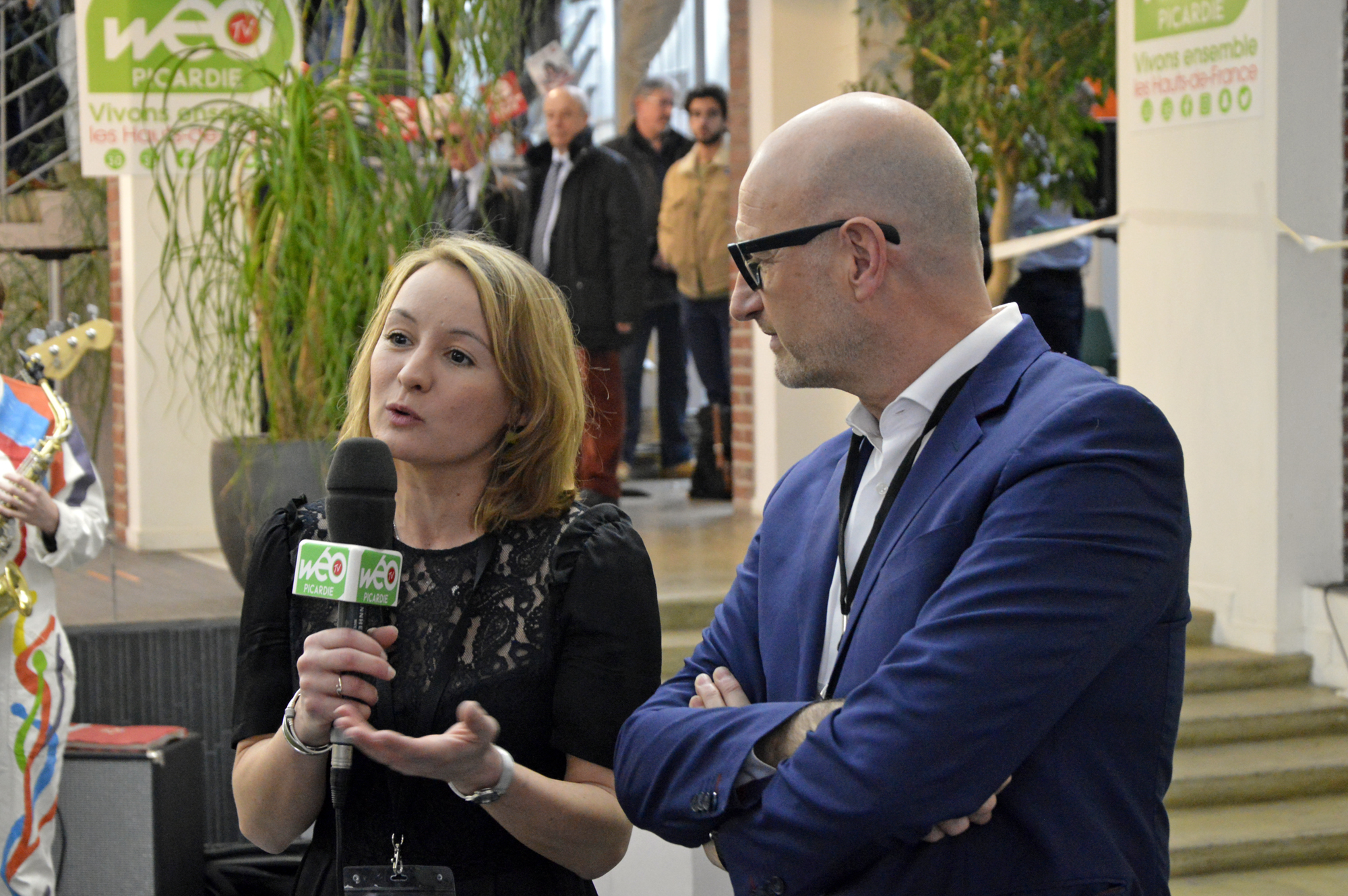
Présentation rapide de la chaîne par sa Directrice déléguée, Mme Anne-Charlotte Duvivier.
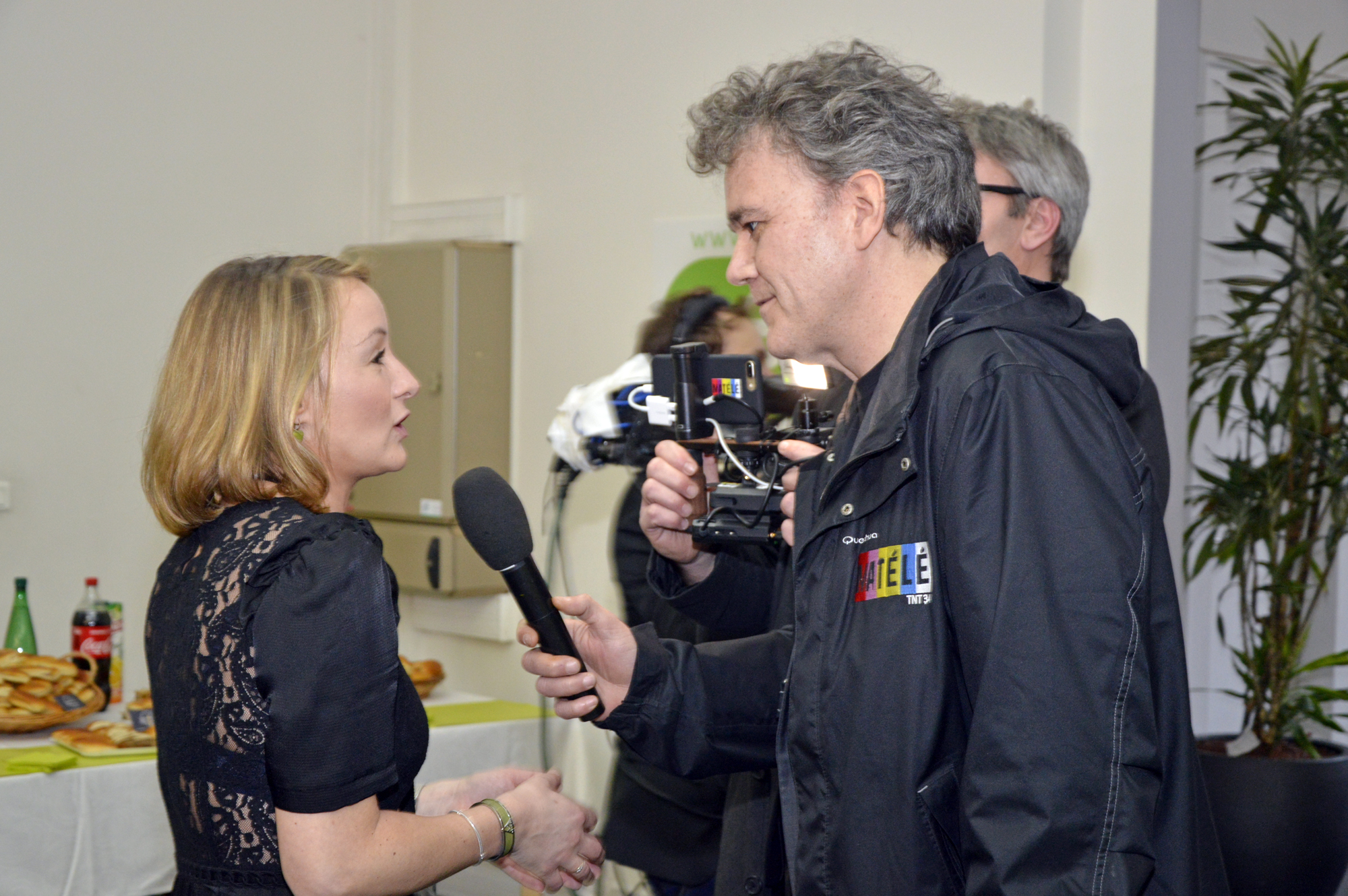
Interview de Mme Anne-Charlotte Duvivier par Bertrand Samimi, rédacteur en chef de MATÉLÉ.
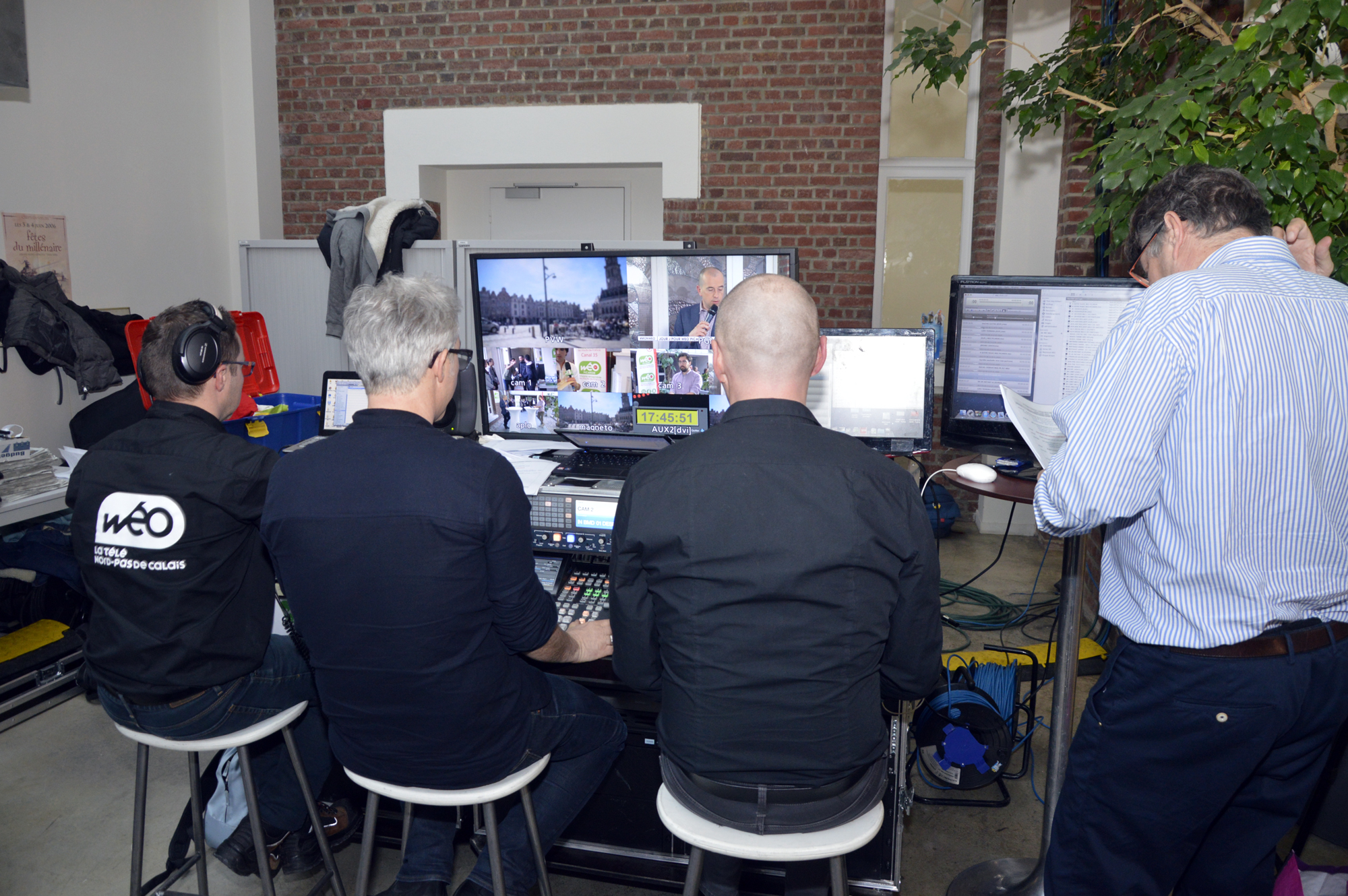
Concentration dans la régie mobile.
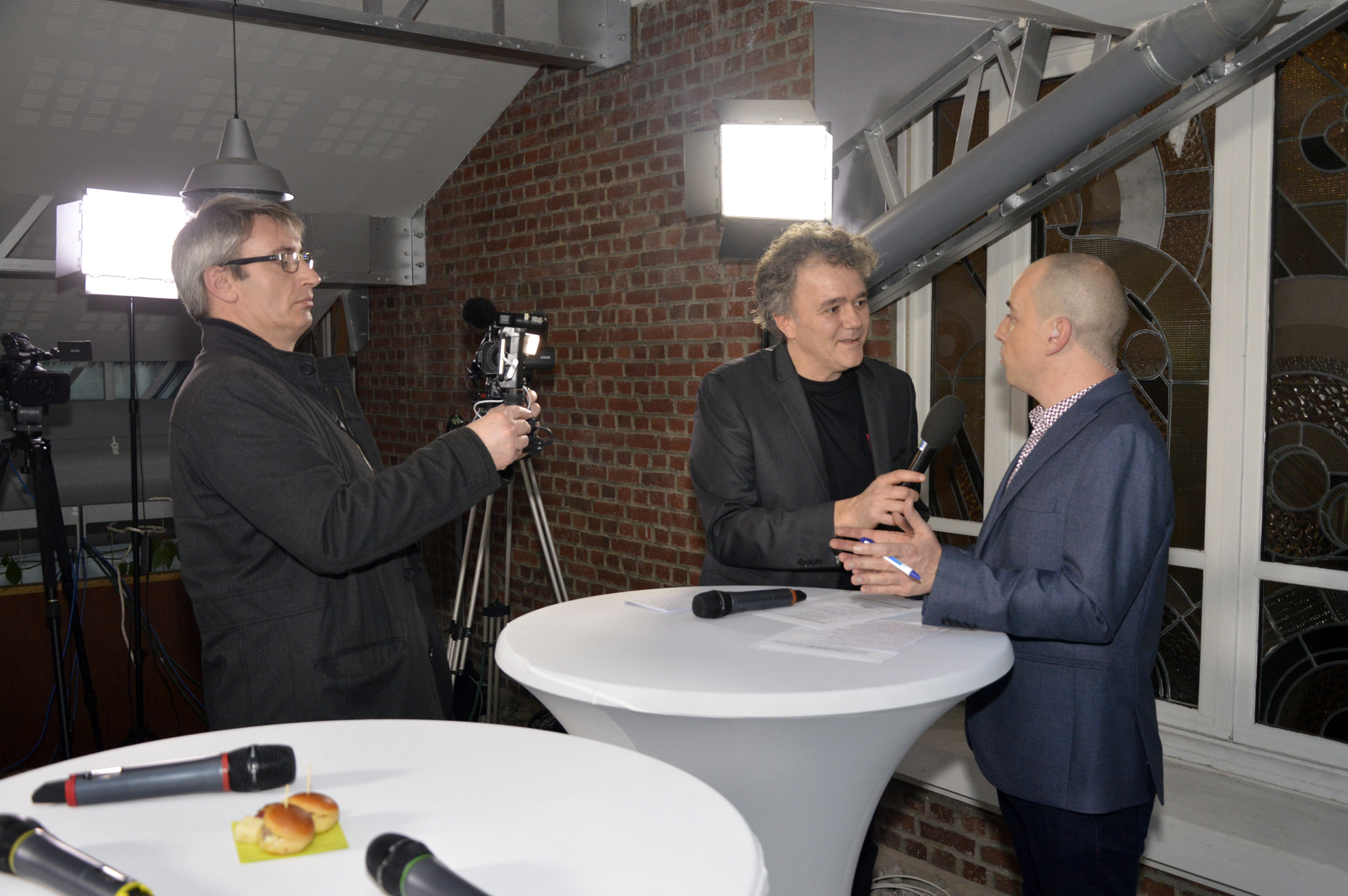
Interview de Laurent Dereux par Bertrand Samimi.
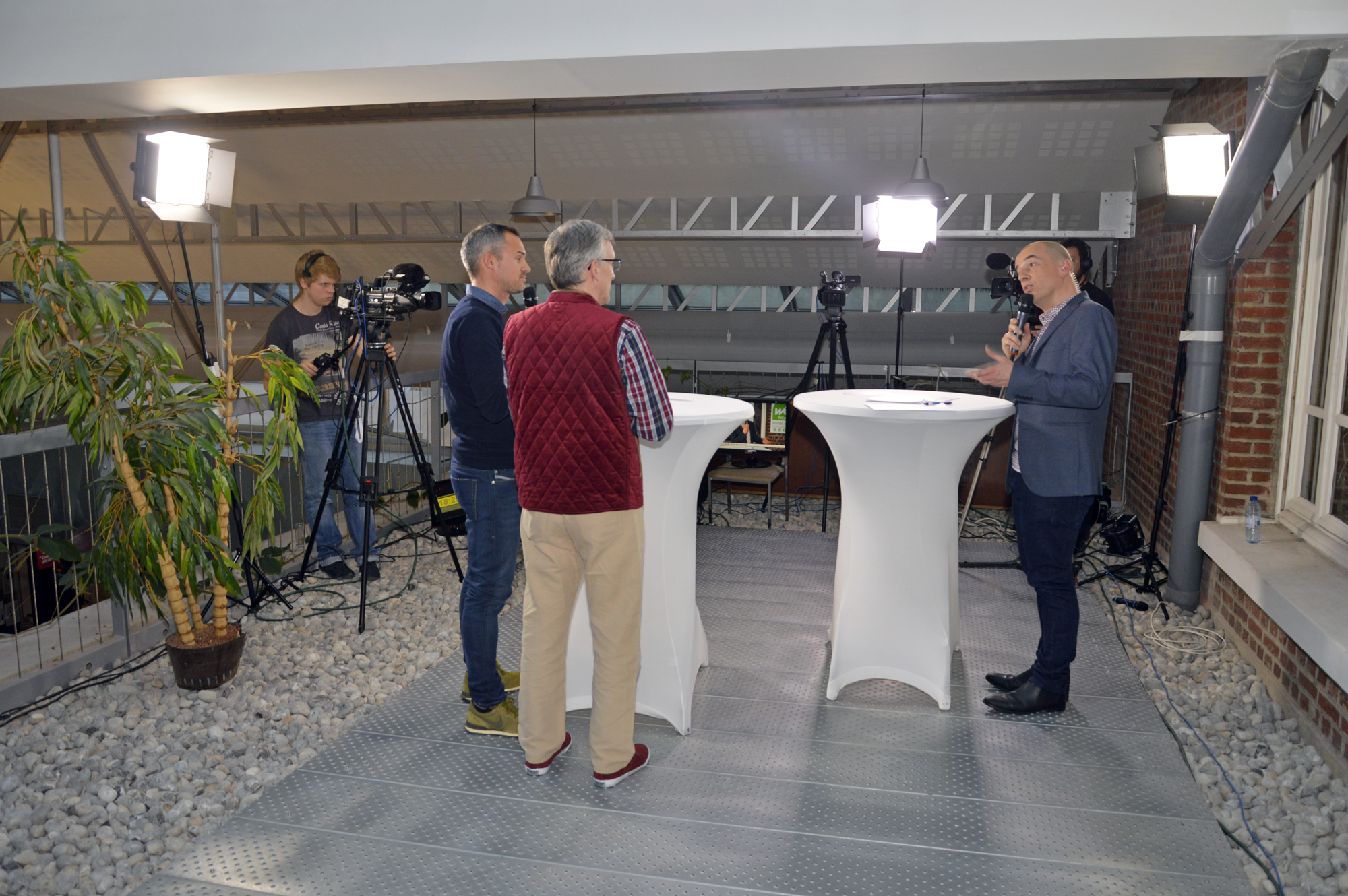
En direct sur le plateau, avec les rédacteurs en chef des services sports de La Voix du Nord et du Courrier Picard.
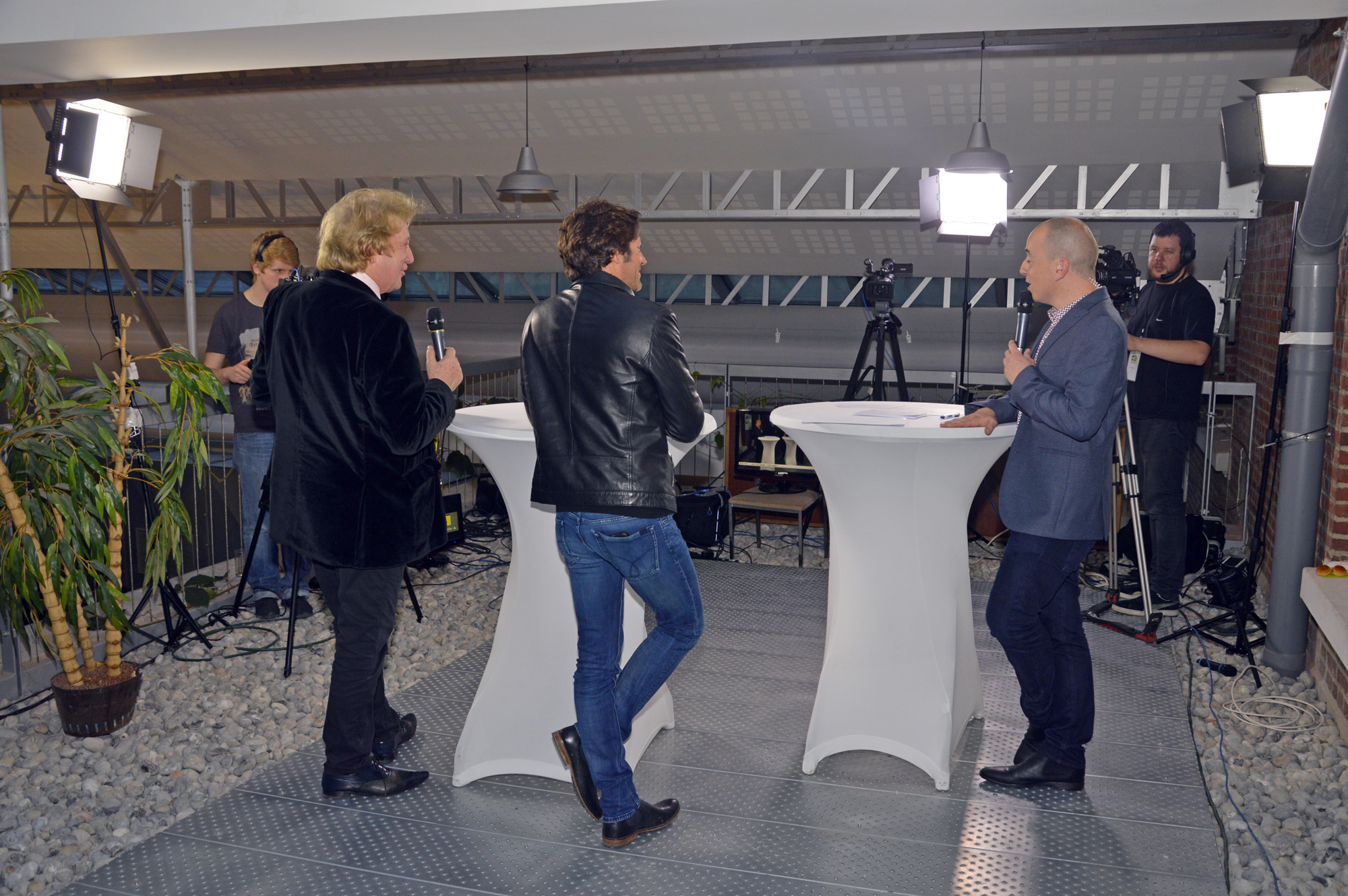
En direct sur le plateau, avec Michel Pruvot, Alex et Laurent Dereux.
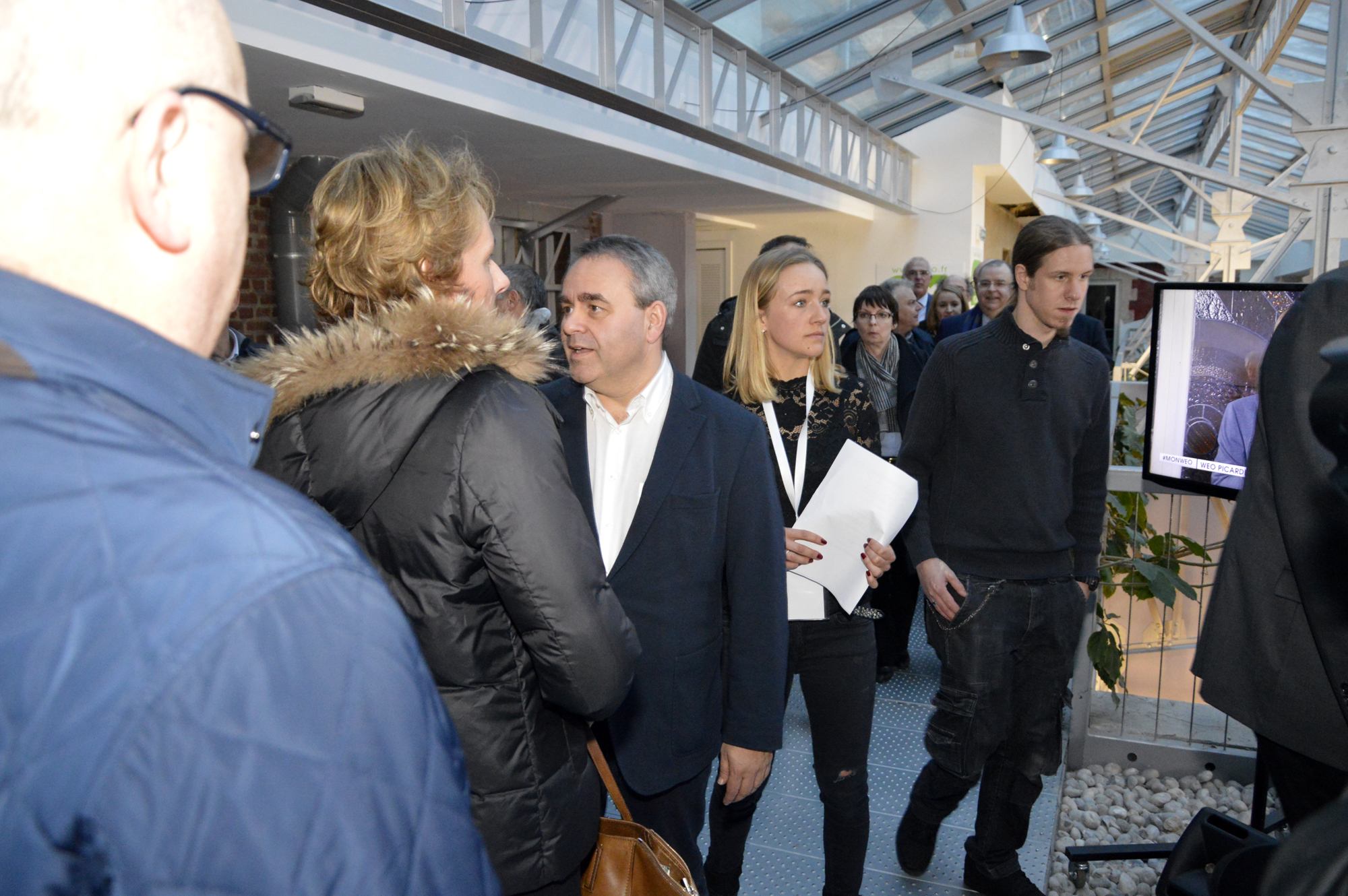
Le président de la région Hauts-de-France, Xavier Bertrand, arrive à Wéo Picardie.
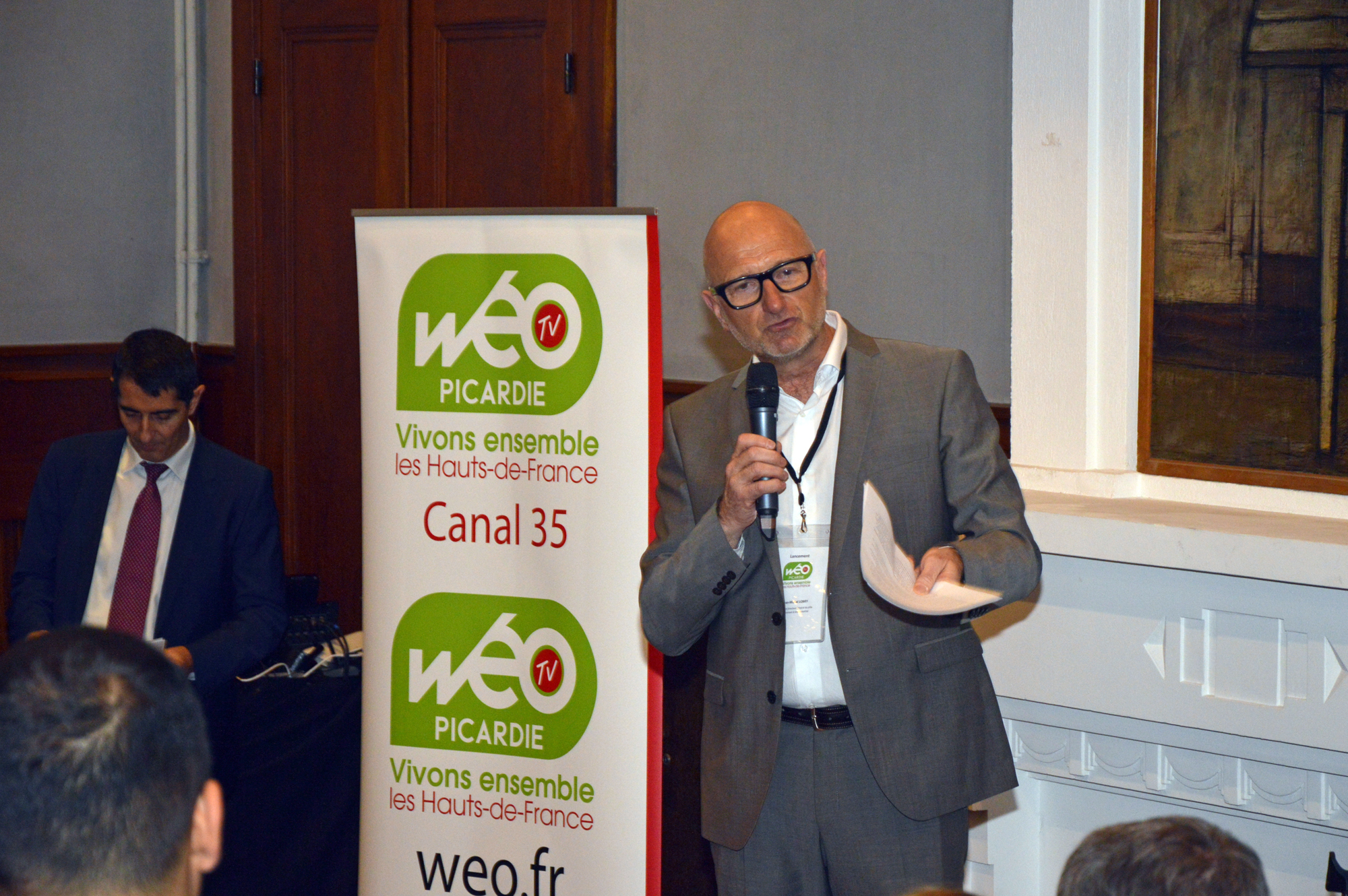
Discours de M. Jean-Michel Lobry, pour le lancement de la chaîne.

## Identité visuelle

### Logos

Logo de Wéo Picardie de mars 2017 à avril 2019
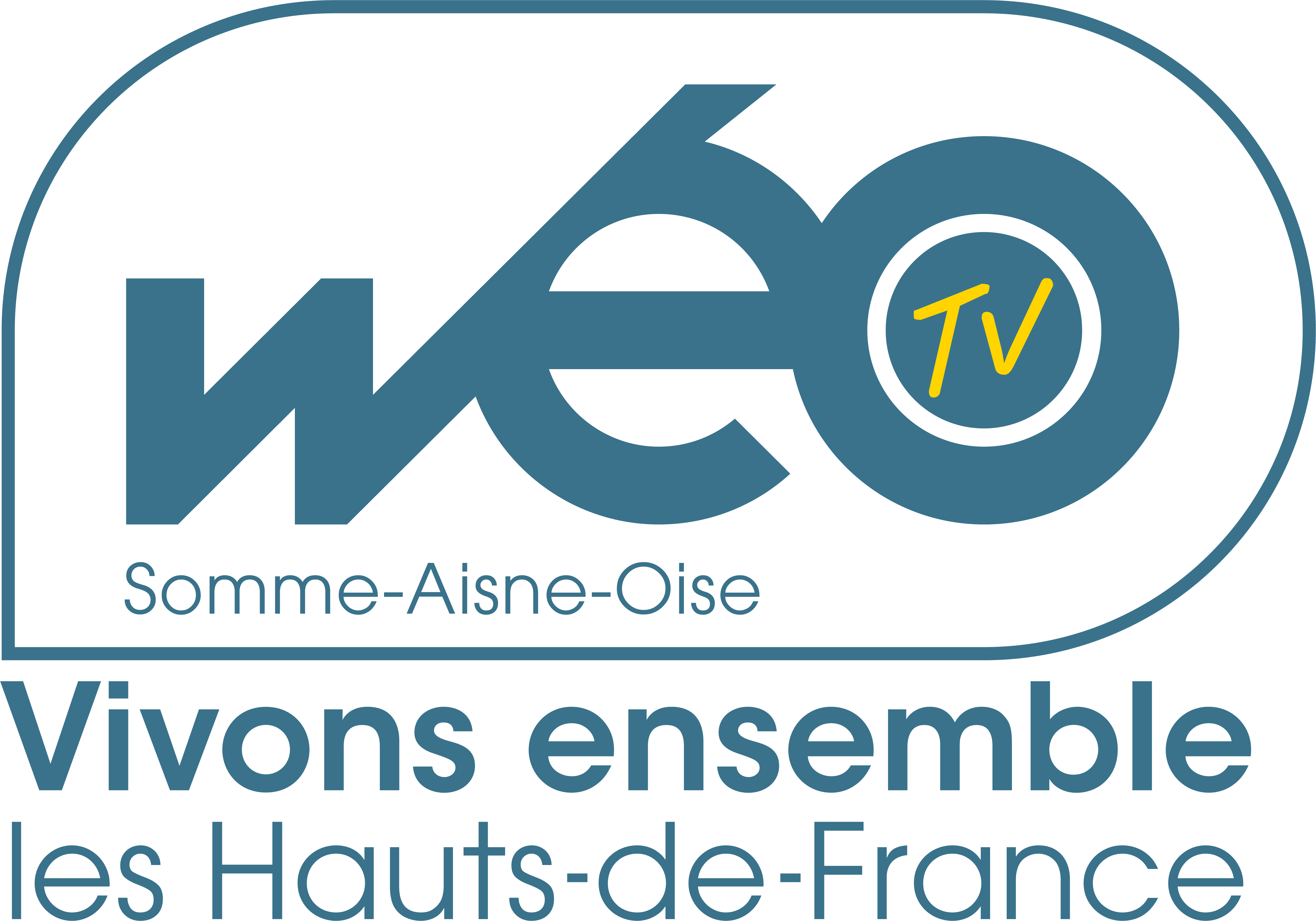
Logo de Wéo Picardie d'avril 2019 à 2022
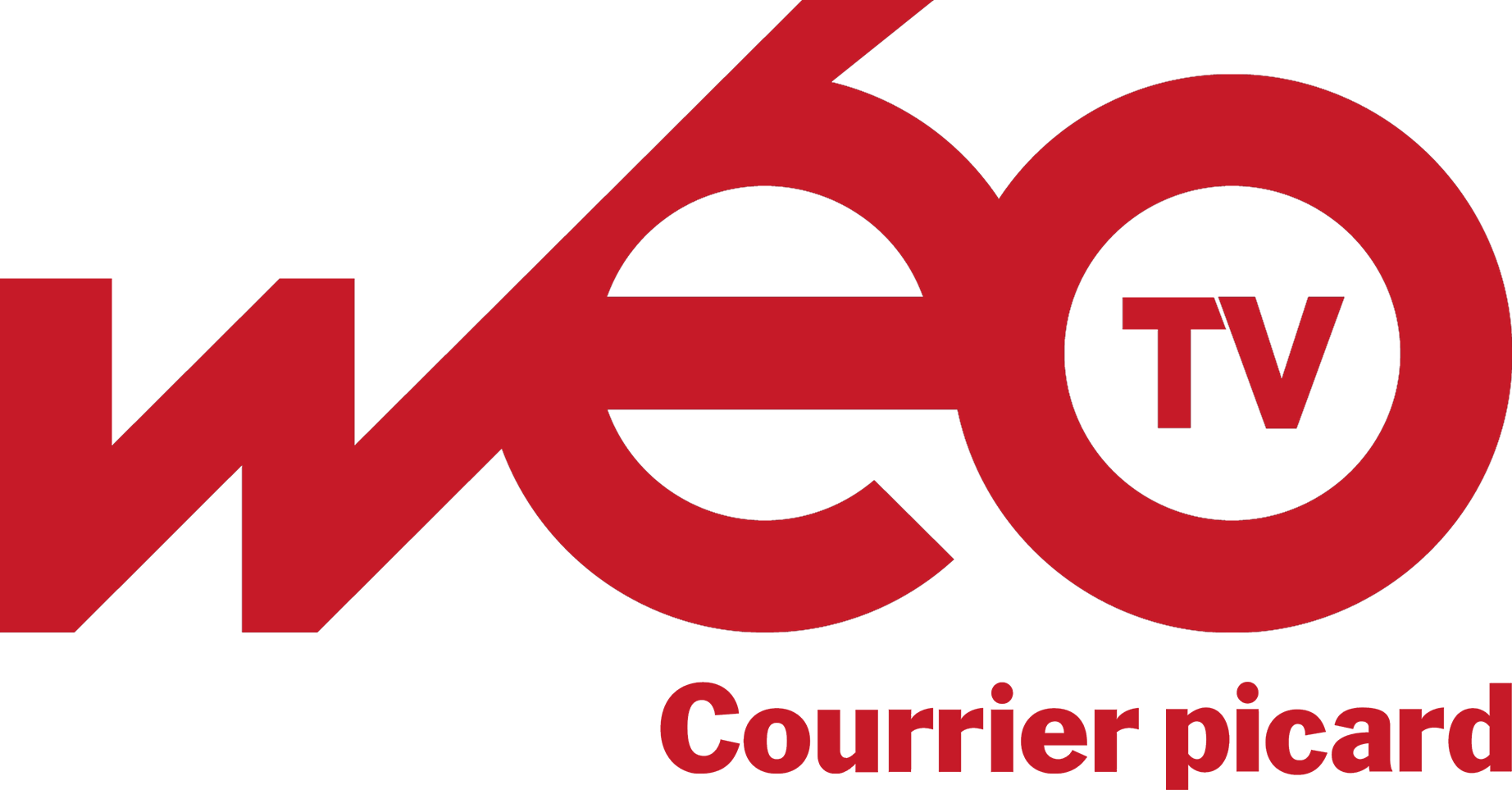
Logo de Wéo Picardie de 2022 à 2023
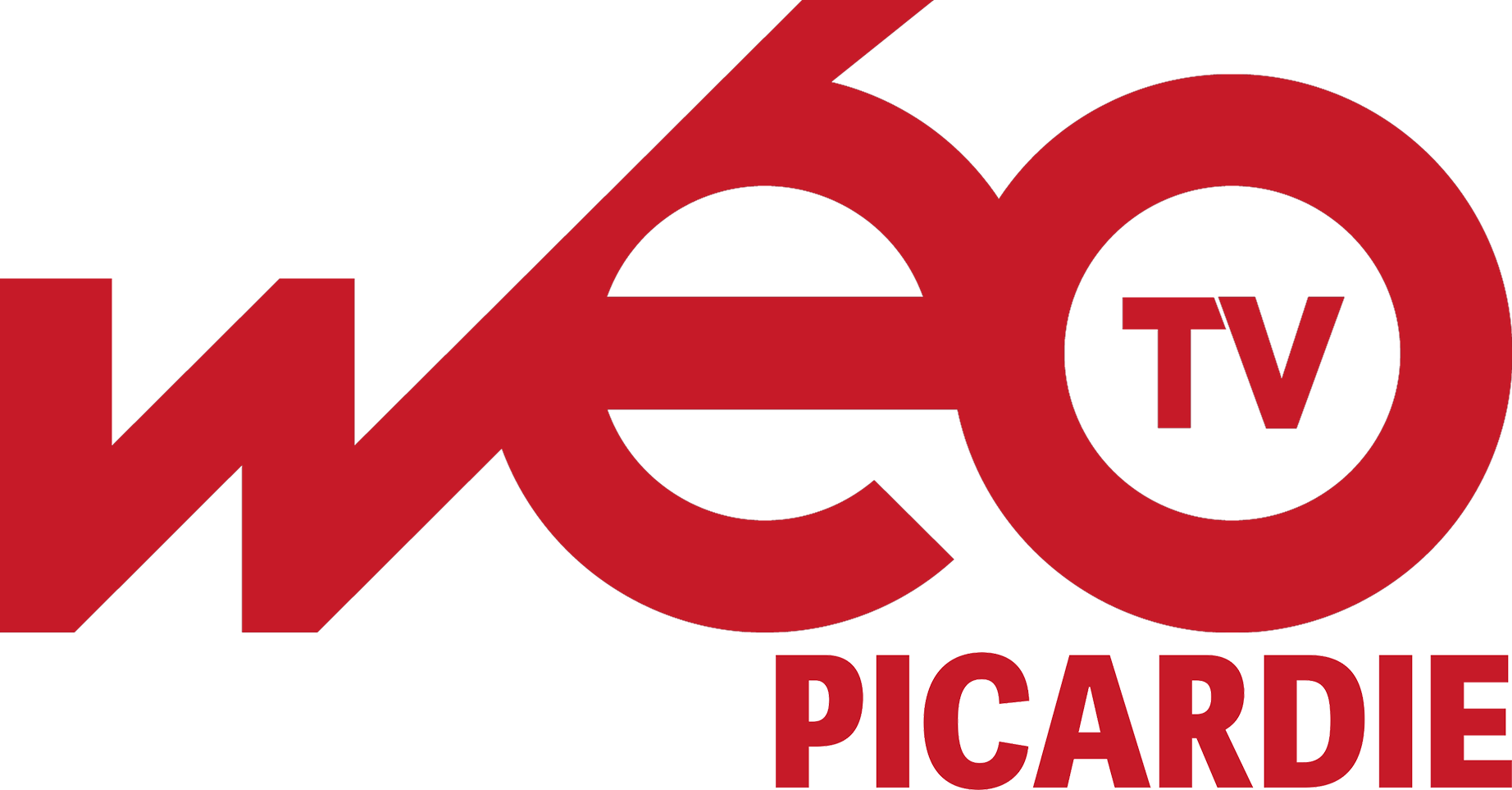
Logo de Wéo Picardie depuis 2023

### Slogans
- « Vivre ensemble la Picardie » : projet.
- « Vivons ensemble les Hauts-de-France » : depuis mars 2017.
- « Wéo, c'est nous » : depuis février 2023[18].

### Site Internet

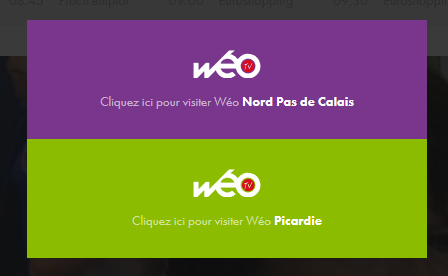
Choix multiple, sur le site Internet weo.fr.

Le site Internet s'appuie sur celui de sa grande sœur Wéo. Ainsi, le téléspectateur doit choisir sa région, soit le violet pour Wéo Nord-Pas de Calais ou le vert pour Wéo Picardie.

## Organisation

### Dirigeants

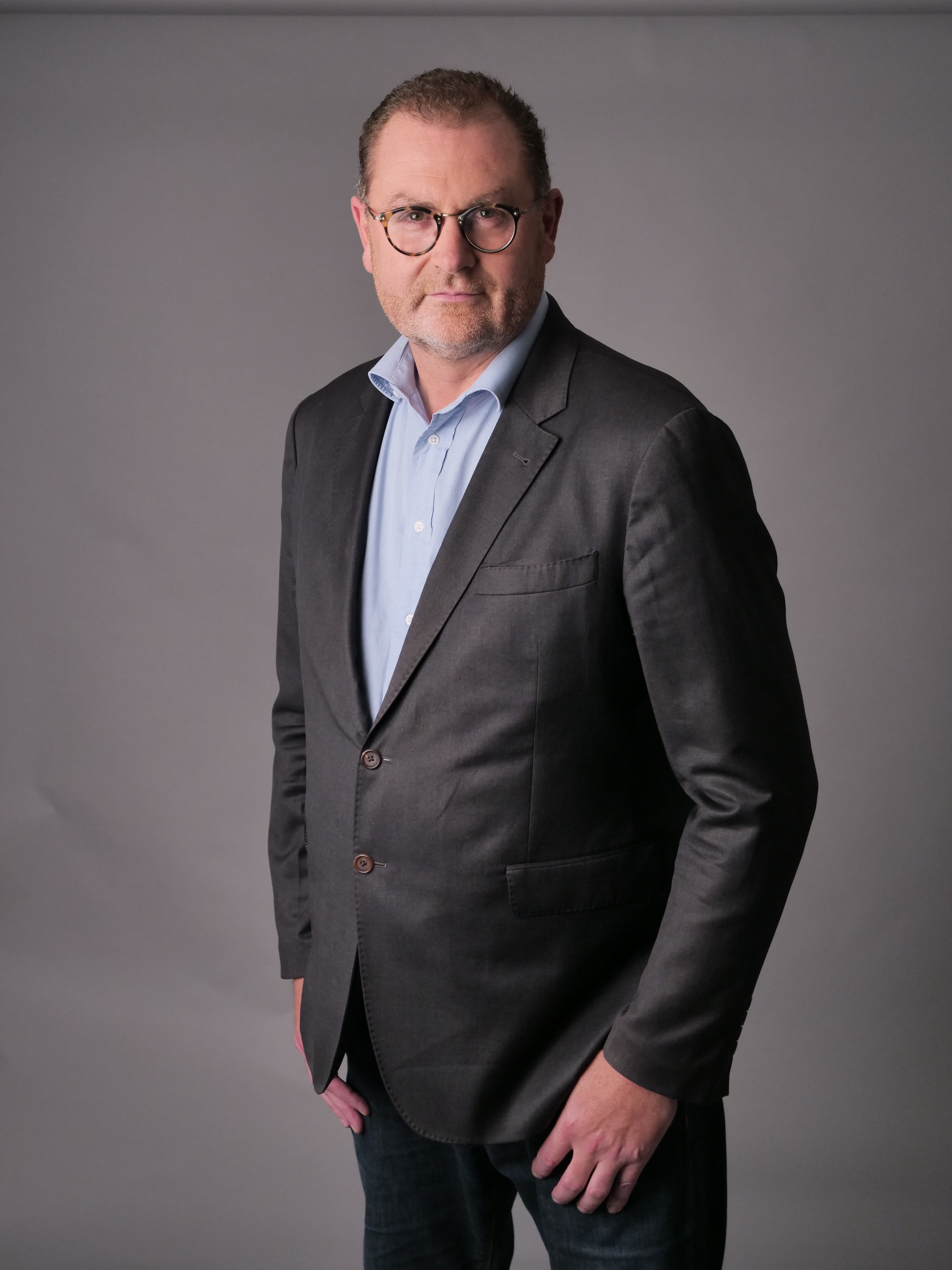
Guillaume Desplanques, présentateur de l'info sur Wéo

- Président-directeur général : M. Jean-Michel Lobry.
- Directrice déléguée : Mme Anne-Charlotte Duvivier[19].

### Capital
La chaîne est éditée par la Société Télévision Multilocale (STM), dont les actionnaires sont Images en Nord (Groupe La Voix, le conseil régional des Hauts-de-France et les Conseils départementaux, la Caisse locale du Crédit agricole Nord de France (62 %) ainsi que la Caisse d'épargne (16 %), le Groupe NRJ (10 %), Roularta (5 %), un indépendant (4 %) et d'autres (3 %),.

### Activité et résultat économique
La société a réalisé en 2017 un chiffre d'affaires de 3 757 400 € et enregistré une perte de 231 300 €. Son effectif moyen annuel est de 26 salariés

### Financement
60 % du financement provient de la publicité et 40 % du conseil régional des Hauts-de-France.
D'après son président, M. Jean Michel Lobry, « La Région apporte 2,25 millions d’euros TTC par an, sur cinq ans. C’est une délégation de service au public pour que Wéo produise des émissions sur l’emploi, le tourisme, le développement économique, la culture et le sport. »

### Siège
Le siège est situé au 29 rue de la République, à Amiens. Des bureaux sont implantés à Saint-Quentin et à Beauvais, ainsi qu'un autre sur la baie de Somme (en période estivale).
Le quotidien Le Courrier Picard ayant quitté le siège historique le 22 mai 2018, Wéo Picardie suit aussi le déménagement en s'installant au 5 boulevard de Port-d'Aval à Amiens.

## Programmes

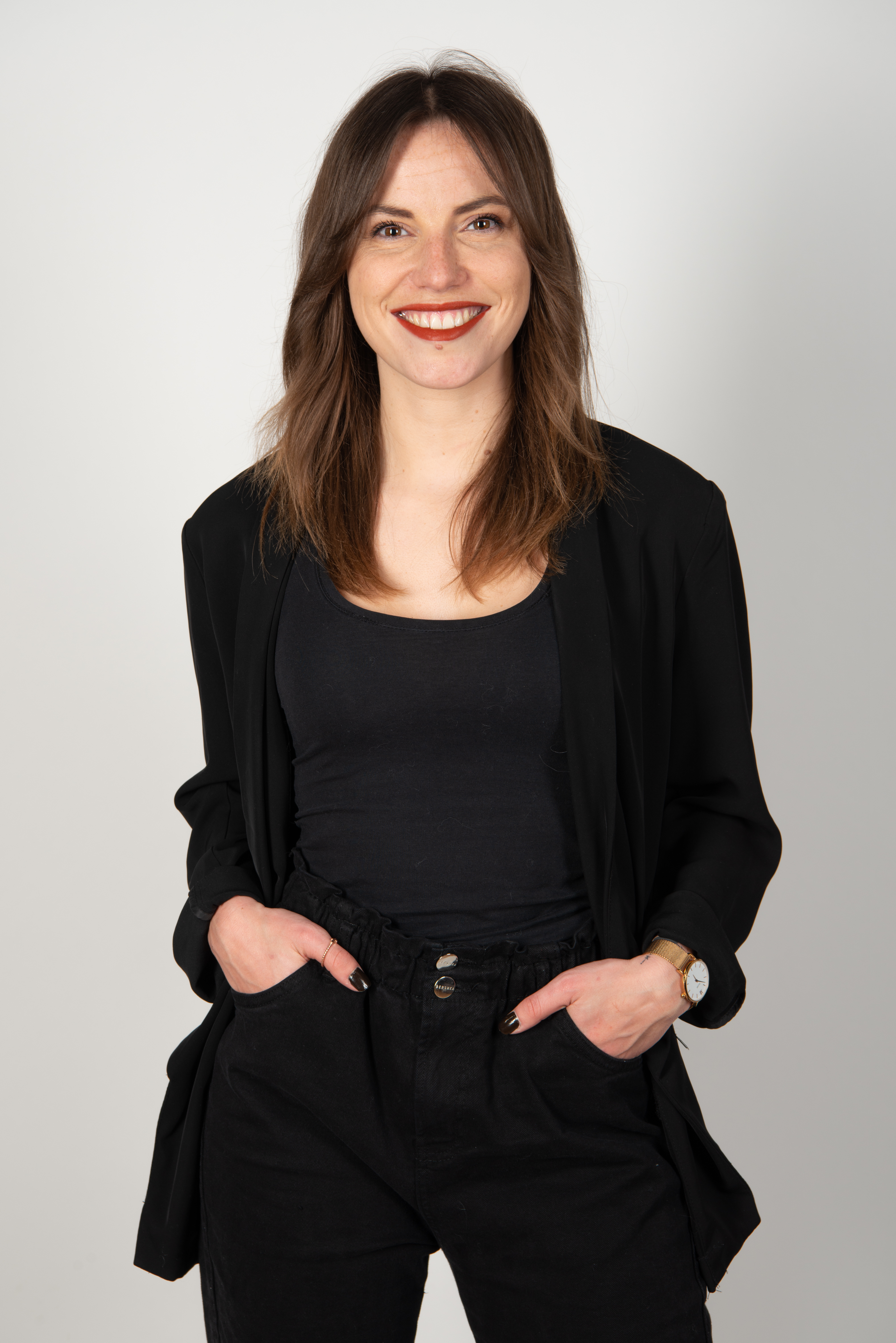
Margot Hoornaert, animatrice de l'émission Wéo "24H Hauts-de-France"

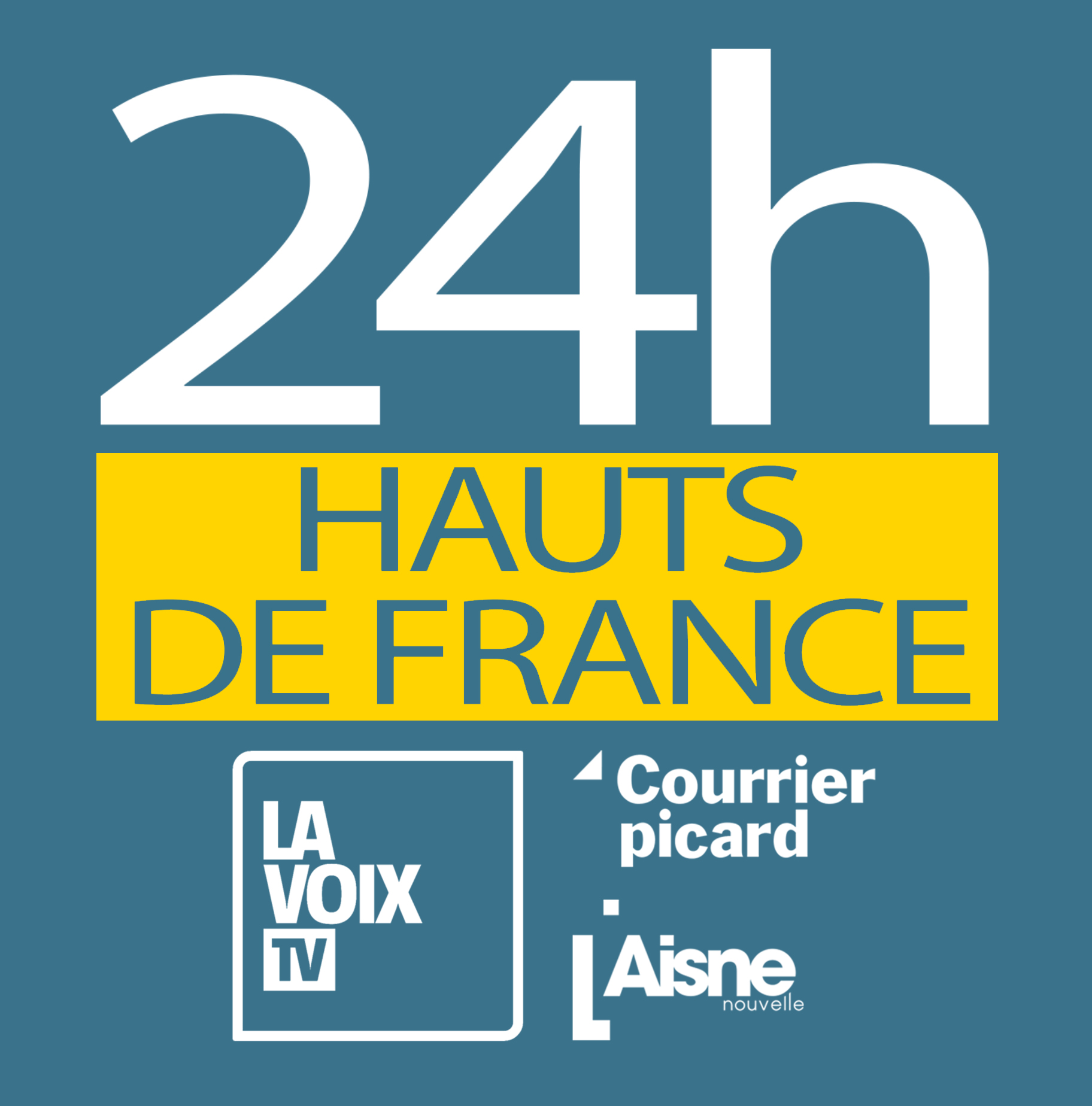
Logo de l'émission Wéo 24H Hauts-de-France

Le programme 100 % picard sera composé d'information, de divertissement et d'émissions sportives, ainsi que de débats.
Le concept est semblable à la version de Wéo alors déjà présente dans le Nord-Pas-de-Calais.

## Diffusion
Autorisation pour 10 ans à compter du 6 décembre 2016.
Wéo Picardie est diffusée gratuitement sur la TNT, dans le département de la Somme et une partie du département de l'Oise, sur les zones d'Amiens et Abbeville.

### Sur la TNT
La diffusion est réalisée par le multiplex R1, avec les émetteurs et réémetteurs suivants :
| Département | Secteur              | Site de diffusion | Émetteurs et réémetteurs |
| ----------- | -------------------- | ----------------- | ------------------------ |
| 80 - Somme  | Abbeville            | Limeux            | Émetteur Principal       |
| 80 - Somme  | Amiens               | Dury              | Émetteur Local           |
| 80 - Somme  | Amiens               | Amiens Saint-Just | Émetteur Principal       |
| 80 - Somme  | Ault                 | Bel Air           | Émetteur Local           |
| 60 - Oise   | Béthisy-Saint-Pierre | Les Écaillères    | Émetteur Local           |
| 02 - Aisne  | Chézy-sur-Marne      | Troncet           | Émetteur Local           |
| 60 - Oise   | Creil                | Tour Carpeaux     | Émetteur Local           |
| 02 - Aisne  | Crézancy             | Le Cucheron       | Émetteur Local           |
| 80 - Somme  | Doullens             | Le Paradis        | Émetteur Local           |
| 02 - Aisne  | La Ferté-Milon       | Préciamont        | Émetteur Local           |
| 60 - Oise   | Labruyère            | Bois de Labruyère | Émetteur Local           |
| 60 - Oise   | Montataire           | Tour De Thiverny  | Émetteur Local           |
| 80 - Somme  | Outrebois            | Les Fosses        | Émetteur Local           |
| 60 - Oise   | Pierrefonds          | Fontenoy          | Émetteur Local           |
| 02 - Aisne  | Prémontré            | La Maisonnette    | Émetteur Local           |
| 02 - Aisne  | Soissons             | Meunier noir      | Émetteur Local           |
| 60 - Oise   | Songeons             | Hanvoile          | Émetteur Local           |
| 60 - Oise   | Trosly-Breuil        | Rue du 8 mai      | Émetteur Local           |
| 02 - Aisne  | Villers-Cotterêts    | Fleury            | Émetteur Principal       |

### Sur les boxes ADSL et le Câble
| F.A.I.           | Services       | Canal           |
| ---------------- | -------------- | --------------- |
| Orange           | La TV d'Orange | canal 30 ou 387 |
| SFR              | SFR TV         | canal 30 ou 486 |
| Free             | Freebox TV     | canal 951       |
| Bouygues Telecom | Bbox           | canal 325       |

### Sur les satellites
La chaîne n'est pas diffusée par ce biais.